# Малые Вильмы

Малые Вильмы (укр. Малі Вільми) — село,
Косовщинский сельский совет,
Сумский район,
Сумская область,
Украина.
Код КОАТУУ — 5924783804. Население по переписи 2001 года составляло 109 человек
(119 человек, 58 домовладений по состоянию на 2008 год).

## Географическое положение
Село Малые Вильмы находится на левом берегу реки Дальняя (Малая) Ильма,
выше по течению на расстоянии в 0,5 км расположено село Солидарное,
ниже по течению на расстоянии в 1 км расположено село Кононенково,
на противоположном берегу — село Надточиево.

## История

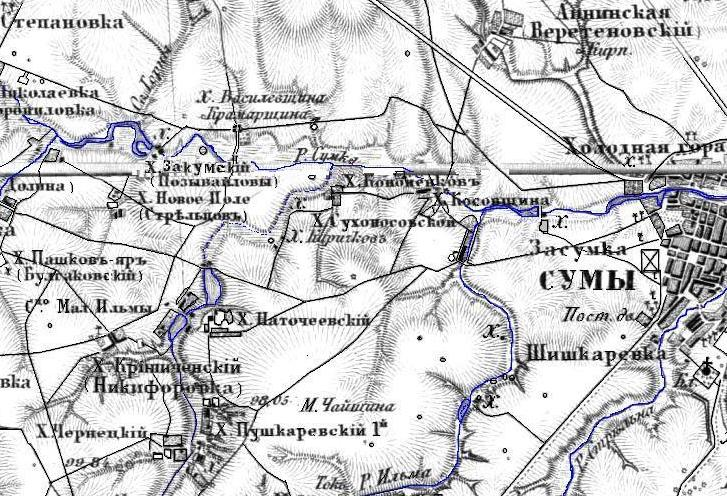
Сельцо Малые Ильмы на карте XIX века.

Село Малые Вильмы известны по крайней мере с 1783 г. как хутор Ильмовской.
Затем как «сельцо» Малые Ильмы, а позже и как село Савичево (около середины XX в.). В 1864 году хутор насчитывал 14 дворов и 111 жителей. В 1930-х гг. население насчитывало всего 47 человек. После войны в состав села был включен маленький хутор Пчелы с населением всего 6 человек, позже превратившийся в дачный поселок у села.

## Органы власти и предприятия, существовавшие в селе Малые Вильмы
- Исполнительный комитет Мало-Вильмивского сельского совета депутатов трудящихся 1945—1954 гг.
- Сельскохозяйственная артель (колхоз) «Первое Мая» 1935—1951 гг. (С 1951 г. в с. Великие Вильмы)